# Voor-Drempt
Voor-Drempt est un village appartenant à la commune néerlandaise de Bronckhorst. Le village compte environ 1 300 habitants.